# Siffleur à nuque rousse
Aleadryas rufinucha
Genre
Espèce
Statut de conservation UICN

 LC  : Préoccupation mineure
Le Siffleur à nuque rousse (Aleadryas rufinucha) est une espèce de passereaux de la famille des Oreoicidae. C'est la seule espèce du genre Aleadryas.

## Répartition
Cette espèce vit sur l'île de Nouvelle-Guinée.

## Habitat
Cette espèce se trouve dans les étages montagnards tropicaux et subtropicaux.

## Taxinomie
Les travaux de Jønsson et al. (2008), Dumbacher et al. (2008), Norman et al. (2009) et Jønsson et al. (2010) montrent que le Siffleur à nuque rousse n'appartient pas à la famille des Pachycephalidae dans laquelle il était placé jusque-là. Ces travaux montrent qu'il est un proche parent du Pitohui huppé (Ornorectes cristatus) et du Carillonneur huppé (Oreoica gutturalis).
L'étude phylogénique de Schodde & Christidis (2014) vient confirmer les études précédentes, et le Congrès ornithologique international (classification 4.3, 2014) déplace cette espèce dans la nouvelle famille des Oreoicidae,.

### Sous-espèces
D'après la classification de référence (version 5.2, 2015) du Congrès ornithologique international, cette espèce est constituée des sous-espèces suivantes (ordre phylogénique) :
- Aleadryas rufinucha rufinucha (P.L. Sclater) 1874 ;
- Aleadryas rufinucha niveifrons (Hartert) 1930 ;
- Aleadryas rufinucha lochmia (Mayr) 1931 ;
- Aleadryas rufinucha gamblei (Rothschild) 1897.

## Toxicité
En février 2023, une publication de la revue Molecular Ecology fait état de la découverte du caractère toxique du siffleur à nuque rousse, ainsi que du siffleur de Schlegel. Selon cette étude, les plumes de ces deux espèces d'oiseaux de Nouvelle-Guinée seraient armés de batrachotoxine, une neurotoxine pouvant déclencher de violentes convulsions et même être fatale aux êtres humains. Ces oiseaux assimileraient le poison grâce à l’ingestion de coléoptères du genre Choresine, avant de s'en servir comme arme défensive contre les prédateurs. 